# Saint-Thois
Saint-Thois (bret. Santoz) – miejscowość i gmina we Francji, w regionie Bretania, w departamencie Finistère.
Według danych na rok 2013 gminę zamieszkiwały 708 osób, a gęstość zaludnienia wynosiła 39 osób/km² (wśród 1269 gmin Bretanii Saint-Thois plasował się na 758. miejscu pod względem liczby ludności, natomiast pod względem powierzchni na miejscu 560.).